# Eriopyga lycophotoides
Eriopyga lycophotoides là một loài bướm đêm trong họ Noctuidae.